# Jamarstvo
Jamarstvo (kot znanstvena dejavnost tudi speleologija) je športno raziskovanje jam in dokumentiranje odkritij. Je ekipna dejavnost, zato so jamarji organizirani v društva.
V društvih jamarji dobijo potrebna znanja in izkušnje, pri raziskovanju večjih jamskih sistemov pa uporabljajo skupno jamarsko opremo. Društva tudi izdajajo glasila in organizirajo čistilne akcije; varstvo jam je namreč vse pomembnejša naloga jamarjev.

## Zgodovina
Človek je iskal zavetje v jamskih vhodih že v prazgodovini, prvi zapis o obisku jame pa je iz leta 853 pred našim štetjem, ko je asirski kralj Šalmaneser III. obiskal jame pri izvirih reke Tigris. Natančneje so naravoslovci začeli opisovati jame v 17. stoletju, na slovenskem je bil med prvimi Janez Vajkard Valvasor. V drugi polovici 19. stoletja so jame začeli sistematično raziskovati, zato se je razvila tudi posebna znanstvena veda – speleologija.
Konec 19. stoletja sta bili na Slovenskem dve središči raziskovanj: Škocjanske jame, ki so jih od leta 1883 raziskovali člani Jamarske sekcije Küstenland Nemško-avstrijskega planinskega društva (DÖAV), in Postojnska jama, kjer je bil duša raziskovanja upravnik Postojnske jame Ivan Andrej Perko. Leta 1889 je bilo ustanovljeno prvo jamarsko društvo na slovenskem Antron, leta 1910 pa Društvo za raziskovanje jam Ljubljana, ki deluje še danes. Zdaj je v Jamarsko zvezo Slovenije vključenih 45 jamarskih društev.